# تپه کلیایی ۲
تپه کلیایی ۲ مربوط به عصر مس و سنگ - عصر مفرغ - دوره عیلامیان - دوره اشکانیان است و در شهرستان کرمانشاه، بخش ماهیدشت، دهستان ماهیدشت، شمال شرق روستای کلیایی واقع شده و این اثر در تاریخ ۷ اسفند ۱۳۸۶ با شمارهٔ ثبت ۲۱۷۴۶ به‌عنوان یکی از آثار ملی ایران به ثبت رسیده است.